# Lily Morrow
Lily Jin Park Morrow (nascida em 17 de outubro de 2002), conhecida mononimamente como Lily (em coreano: 릴리; romaniz.: Lilli), é uma cantora australiana-coreana. Ela é mais conhecida por ser vocalista principal do grupo feminino sul-coreano NMIXX, sob a JYP Entertainment. Ela começou sua carreira competindo no reality show sul-coreano K-pop Star 4 em novembro de 2014, onde ficou em quarto lugar.
1. ↑  ggondaehee (1 October 2022). [ENG SUB] [밥묵자] 근본 웃수저와 농담곰 그리고 엔믹스 Vol. 1 (feat. 릴리, 해원) [[ENG SUB] [Bobmukja] Fundamentally funny spoon, joke bear, and Nmix Vol. 1 (feat. Lily, Haewon)] (Video) (em coreano).  Em cena em 8 minutes 37 seconds. Consultado em 1 October 2022. Cópia arquivada em 17 June 2024 Verifique data em: |acessodata=, |arquivodata=, |data= (ajuda)
2. 1 2  짠! 엔믹스의 유일한 성인인 릴리와 해원이 오늘 사전투표를 하고 왔어요! 여러분도 소중한 한 표 잊지 마세요- (em coreano). NMIXX. 5 March 2022. Consultado em 27 September 2023. Cópia arquivada em 17 June 2024 – via Instagram Verifique data em: |acessodata=, |arquivodata=, |data= (ajuda)
3. ↑  Kpop Star 4. Episode 15.
4. 1 2  릴리 [Lily]. Marie Claire Korea (em coreano). Consultado em 17 June 2024. Cópia arquivada em 17 June 2024 Verifique data em: |acessodata=, |arquivodata= (ajuda)